# Calendula suffruticosa
Calendula suffruticosa é uma espécie de planta com flor pertencente à família Asteraceae. 
A autoridade científica da espécie é Vahl, tendo sido publicada em Symbolae Botanicae,...2: 94. 1791.

## Portugal
Trata-se de uma espécie presente no território português, nomeadamente no Arquipélago dos Açores.
Em termos de naturalidade é introduzida na região atrás indicada.

## Protecção
Não se encontra protegida por legislação portuguesa ou da Comunidade Europeia.